# Нюнхриц
Нюнхриц (нем. Nünchritz) — община в Германии, в земле Саксония, входит в состав района Мейсен и подчиняется управлению Нюнхриц. Население составляет 5645 человек (на 31 декабря 2014 года). Занимает площадь 31,24 км².

## Население
| Год  | Численность | Численность |
| ---- | ----------- | ----------- |
| 2017 | 5541        | [ 1 ]       |
| 2019 | 5499        | [ 4 ]       |
| 2021 | 5422        | [ 5 ]       |
| 2022 | 5446        | [ 6 ]       |
| 2023 | 5419        | [ 2 ]       |

## Состав и история
В состав коммуны Нюнхриц входит 11 населённых пунктов:
- Нюнхриц (нем. Nünchritz), 51°18′02″ с. ш. 13°23′18″ в. д.HGЯO. Первое упоминание о поселении относится к 1312 году.
- Грёдель (нем. Grödel), 51°18′19″ с. ш. 13°22′03″ в. д.HGЯO, впервые упоминается в 1324 году.
- Рода (нем. Roda), 51°18′25″ с. ш. 13°25′02″ в. д.HGЯO, впервые упоминается в 1365 году.
- Вайсиг (нем. Weißig), 51°17′31″ с. ш. 13°26′25″ в. д.HGЯO, впервые упоминается в 1378 году.
- Чайтен (нем. Zschaiten), 51°17′52″ с. ш. 13°24′33″ в. д.HGЯO, впервые упоминается в 1324 году.
- Дисбар-Зойслиц (нем. Diesbar-Seußlitz), 51°14′28″ с. ш. 13°25′02″ в. д.HGЯO. Первое упоминание о Зойслице встречается в 1205 году, как о замке, а Дисбар упоминается в 1272 году. По мере роста этих деревень, в 1952 году произошло их слияние.
- Гольцша (нем. Goltzscha), 51°16′16″ с. ш. 13°26′11″ в. д.HGЯO.
- Леквиц (нем. Leckwitz), 51°16′55″ с. ш. 13°24′20″ в. д.HGЯO.
- Мершвиц (нем. Merschwitz), 51°15′53″ с. ш. 13°24′27″ в. д.HGЯO.
- Наундёрфхен (нем. Naundörfchen), 51°16′56″ с. ш. 13°25′26″ в. д.HGЯO.
- Нойзойслиц (нем. Neuseußlitz), 51°15′02″ с. ш. 13°25′20″ в. д.HGЯO.

С 1952 года коммуна входила в район Гроссенхайн, а с 1994 года — в район Риза-Гросенхайн.
1 августа 2008 года, после проведённых реформ, Нюнхриц вошёл в состав нового района Мейсен.

## Галерея

Нюнхриц на карте района
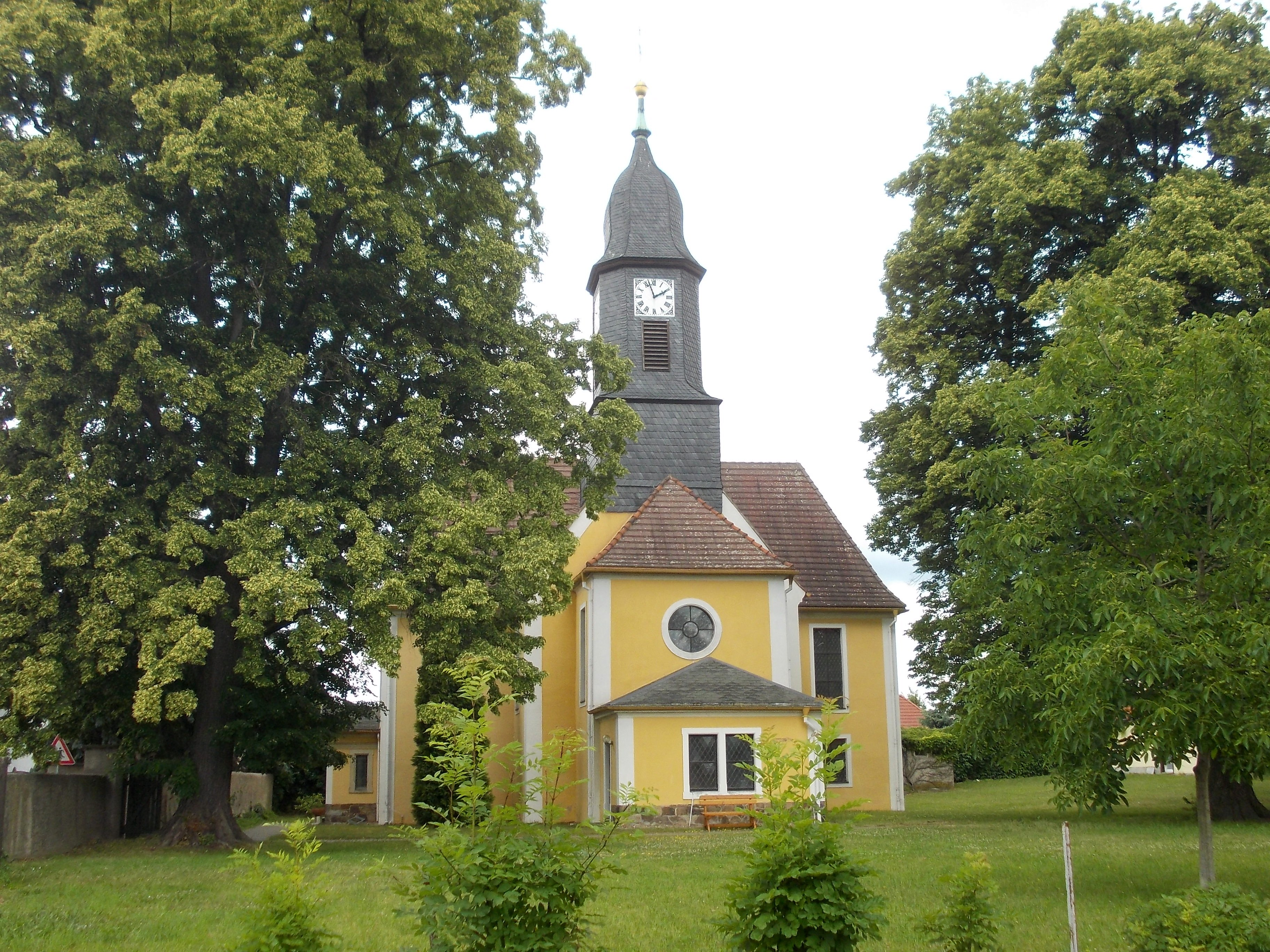
Церковь в Мершвице
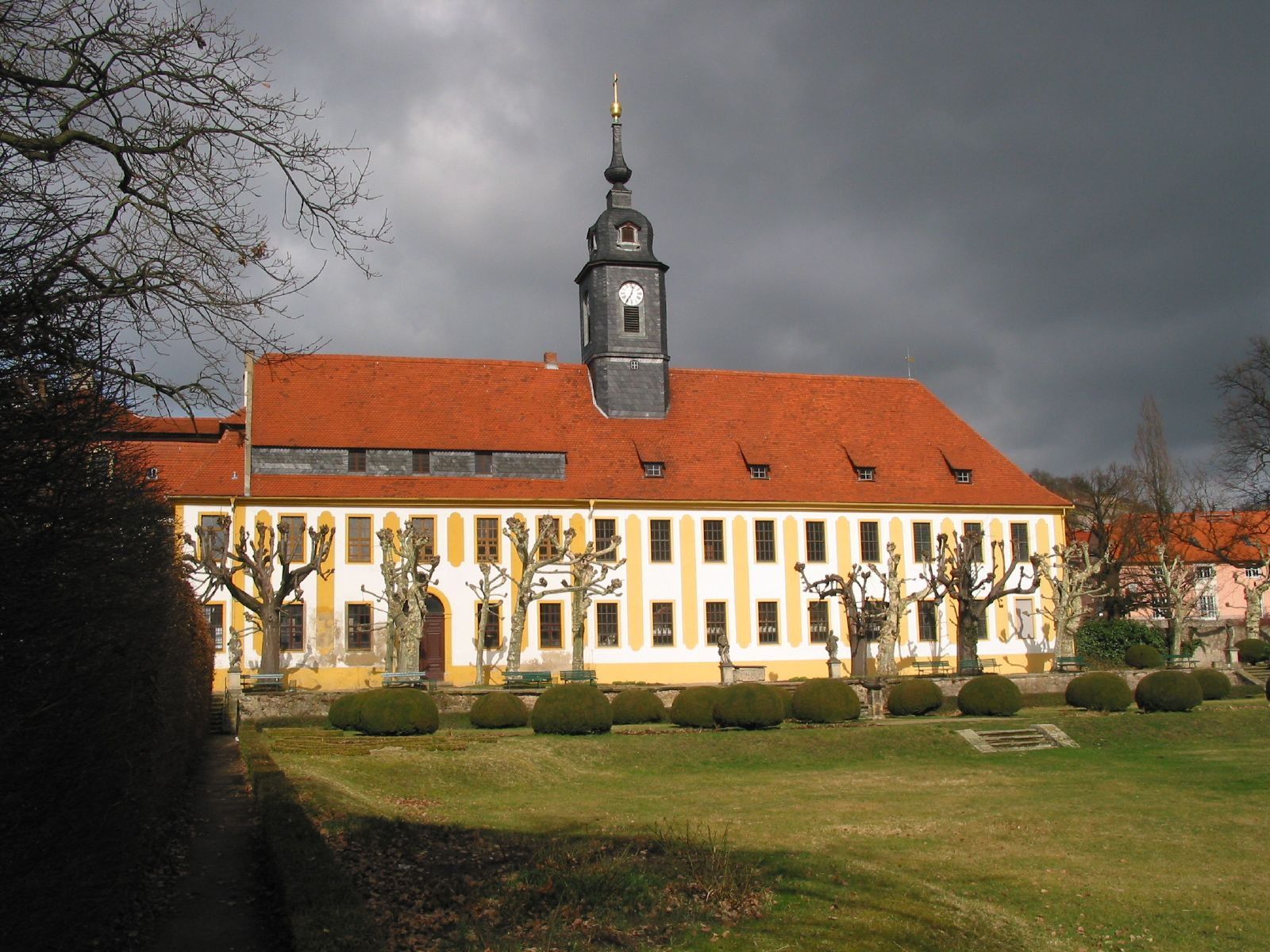
Замок в Зойслице
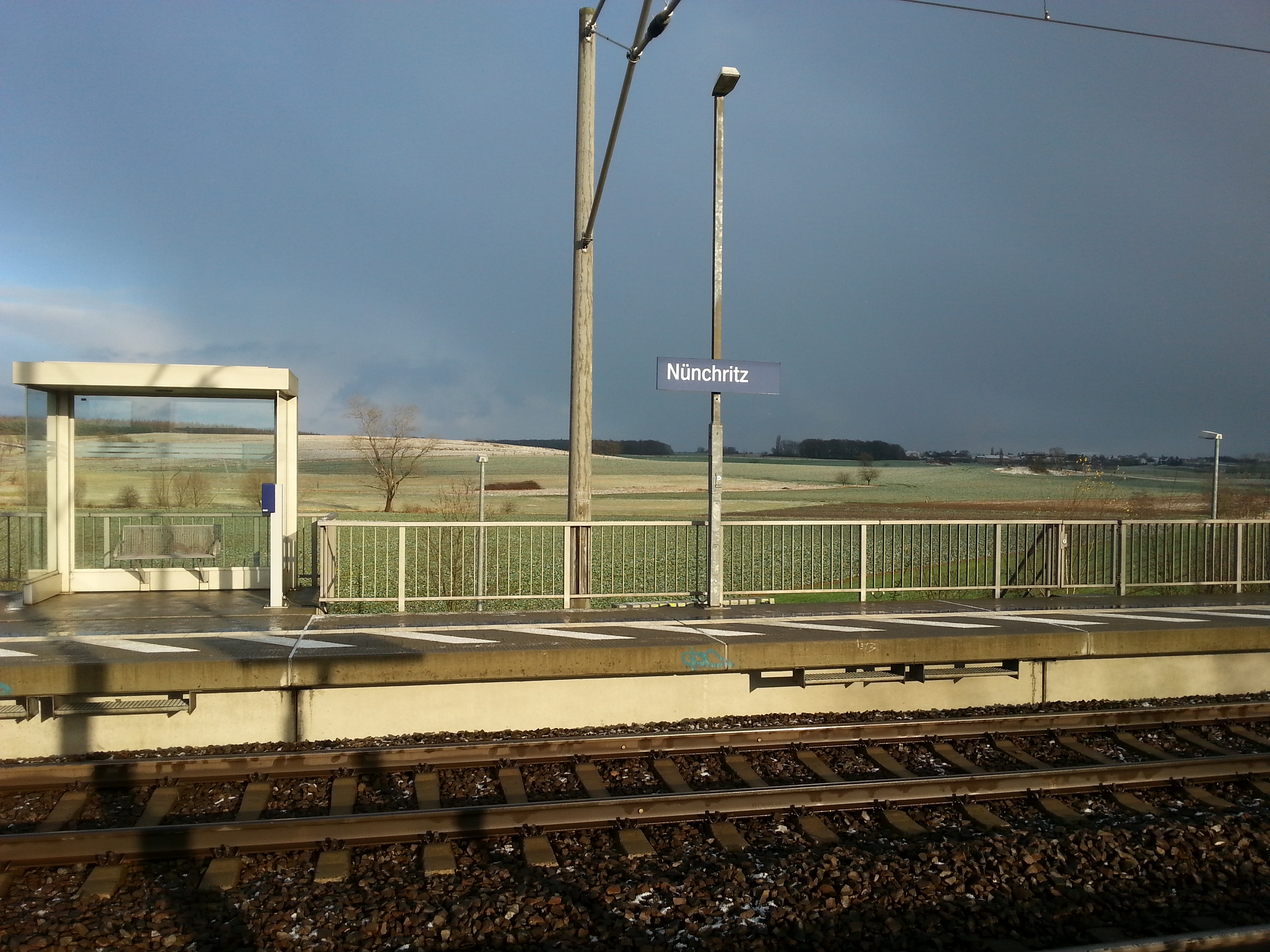
Ж/д платформа Нюнхрица